# Tridactylus
Tridactylus is een geslacht van rechtvleugeligen uit de familie Tridactylidae. De wetenschappelijke naam van dit geslacht is voor het eerst geldig gepubliceerd in 1789 door Olivier.

## Soorten
Het geslacht Tridactylus omvat de volgende soorten:
- Tridactylus angustus Günther, 1995
- Tridactylus australicus Mjoberg, 1913
- Tridactylus berlandi Chopard, 1920
- Tridactylus capensis Saussure, 1877
- Tridactylus fossor Fabricius, 1798
- Tridactylus galla Saussure, 1895
- Tridactylus major Scudder, 1869
- Tridactylus nigroaeneus Walker, 1871
- Tridactylus paradoxus Latreille, 1802
- Tridactylus peruvianus Chopard, 1920
- Tridactylus thoracicus Guérin-Méneville, 1844
- Tridactylus tithonus Blackith & Blackith, 1979